# Sat Expo
SAT Expo (acronimo di Satellite and Advanced Telecommunications) è un evento fieristico dedicato ai servizi e alle applicazioni dello Spazio e delle Tlc integrate. Rivolta soprattutto alle aziende del settore, ha richiamato nella edizione del 2008 circa 7000 visitatori, 13 delegazioni straniere e 120 espositori
Fondata nel 1997, Sat Expo si è svolta presso la Fiera di Vicenza fino al 2007, anno in cui è stata spostata alla Nuova Fiera di Roma.

## Edizione 2009
L'edizione del 2009 si è tenuta dal 19 al 21 di marzo presso la Nuova Fiera di Roma. I temi fondamentali sono quelli relativi ai servizi e alle applicazioni dello spazio:
- Navigazione: GPS, Sistema di posizionamento Galileo, Mobilità e Posizionamento
- Osservazione della Terra e Monitoraggio Territoriale
- Telecomunicazioni integrate, Banda Ka e Banda S (Video, Dati, Bidirezionale, multimedia)
- Trasporto spaziale
- Broadcasting satellitare ed internet via satellite: televisione 3D stereoscopica via satellite

Il 21 marzo si è tenuto presso Sat Expo, lo Space Education Day, giornata dedicata alla formazione e alle nuove professioni per la ricerca aerospaziale, creata in particolare per gli studenti delle facoltà di ingegneria e delle scuole superiori.
I main sponsor sono Eutelsat e Finmeccanica.